# Snack
En snack eller et mellemmåltid er et lille måltid, som spises mellem de normale måltider (morgenmad, frokost og aftensmad). Den spises enten for at stille ens sult, give et kortvarigt lager af energi eller simpelthen for nydelsen af smagen. Maden forbindes ofte med junk food, men kan f.eks. også være frugt.